# Чела Дати
Чѐла Да̀ти (на италиански: Cella Dati, на местен диалект: Cela, Чела) е село и община в Северна Италия, провинция Кремона, регион Ломбардия. Разположено е на 34 m надморска височина. Населението на общината е 520 души (към 2016 г.).